# إدوارد كوزينكيفيتش
إدوارد كوزينكيفيتش، من مواليد 23 مايو 1949، وتوفي في 16 نوفمبر 1994، لاعب كرة قدم سوفييتي سابق، ومدرب كرة قدم أوكراني سابق.
لعب مع منتخب الاتحاد السوفييتي لكرة القدم.

## روابط خارجية
- إدوارد كوزينكيفيتش على موقع الاتحاد الأوربي (الإنجليزية)
- إدوارد كوزينكيفيتش على موقع قاعدة بيانات كرة القدم.إي يو (الإنجليزية)
- إدوارد كوزينكيفيتش على موقع ناشيونال فوتبول تيمز (الإنجليزية)
- إدوارد كوزينكيفيتش على موقع عالم كرة القدم.نت (الإنجليزية)